# Avant-contrat en droit civil français
L'avant-contrat (lat. pactum praeparatorium ou pactum de contrahendo, all.Vorvertrag) est une notion juridique nouvelle qui n'existait pas au moment de la promulgation du Code civil français. C'est un terme dégagé par la doctrine, désignant des contrats dits préparatoires destinés à réglementer la négociation du futur contrat définitif, économiquement ou juridiquement plus important. Il existe principalement deux types d'avant-contrat:
- La promesse de contrat, désormais codifiée dans l'article 1124 du Code civil, aussi sous sa forme concretisée de la promesse unilatérale de la vente, codifiée dans l'article 1589 du Code civil ainsi que la promesse de vente non-codifiée, qui apparaît majoritairement sous forme du compromis de vente[1].
- Le pacte de préférence, désormais codifiée dans l'article 1123 du Code civil

Il faut bien distinguer l'avant-contrat du simple accord de principe ou même d'une offre.
L'avant-contrat est un véritable contrat avec des effets contraignants.